# (5184) Cavaillé-Coll
(5184) Cavaillé-Coll es un asteroide perteneciente al cinturón de asteroides, descubierto el 16 de agosto de 1990 por Eric Walter Elst desde el Observatorio de La Silla, Chile.

## Designación y nombre
Designado provisionalmente como 1990 QY7. Fue nombrado Cavaillé-Coll en honor a Aristide Cavaillé-Coll el más famoso miembro de una familia de constructores de órganos, considerado el iniciador del estilo orquestal de construcción de órganos.

## Características orbitales
Cavaillé-Coll está situado a una distancia media del Sol de 2,156 ua, pudiendo alejarse hasta 2,226 ua y acercarse hasta 2,086 ua. Su excentricidad es 0,032 y la inclinación orbital 4,001 grados. Emplea 1156 días en completar una órbita alrededor del Sol.

## Características físicas
La magnitud absoluta de Cavaillé-Coll es 13,7. Tiene 4,075 km de diámetro y su albedo se estima en 0,352. Está asignado al tipo espectral S según la clasificación SMASSII.